# Neurobasis kimminsi
Neurobasis kimminsi – gatunek ważki z rodziny świteziankowatych (Calopterygidae).